# Vuurtoren van Cap-des-Rosiers
De vuurtoren van Cap-des-Rosiers (Frans: Phare de Cap-des-Rosiers) is een vuurtoren in het dorp Cap-des-Rosiers nabij het stadje Gaspé in de Canadese provincie Québec.
De in 1858 afgewerkte vuurtoren is met een hoogte van 34,1 meter de hoogste vuurtoren van het land. In 1974 werd hij erkend als National Historic Site of Canada.